# جيوفاني كولومبو
جيوفاني كولومبو (بالإيطالية: Giovanni Colombo)‏ هو عالم عقيدة إيطالي، ولد في 6 ديسمبر 1902 في مقاطعة فاريزي في إيطاليا، وتوفي في 20 مايو 1992 في ميلانو في إيطاليا.

## وصلات خارجية
- جيوفاني كولومبو على موقع مونزينجر (الألمانية)